# Thomas Bolger
Thomas Patrick „Tom” Bolger (ur. 18 lipca 1904 w Banana Pocket, zm. 16 czerwca 1995 w Melbourne) – australijski zapaśnik walczący w stylu wolnym. Olimpijczyk z Amsterdamu 1928, gdzie zajął szóste miejsce w wadze średniej.

## Letnie Igrzyska Olimpijskie 1928
| Konkurencja      | Rundy eliminacyjne   | Finały              | Klas. końcowa |
| Konkurencja      | 1/8                  | O srebrny medal     | Miejsce       |
| ---------------- | -------------------- | ------------------- | ------------- |
| 79 kg styl wolny | Ernst Kyburz (SUI) P | Anton Praeg (ZPA) P | 6.            |